# ミット・ロムニー
ウィラード・ミット・ロムニー（英語：Willard Mitt Romney、1947年3月12日 - ）は、アメリカ合衆国の元政治家、実業家。マサチューセッツ州知事や連邦上院議員（ユタ州選出）を歴任し、2012年大統領選挙では共和党の大統領候補となった。

## 来歴
1947年3月12日にミシガン州デトロイトにて、後にミシガン州知事となるジョージ・ロムニーの次男として誕生した。主にイングランド系の血を引き、僅かにスコットランドとドイツの血を引く 。正式のファーストネームであるウィラードは、家族ぐるみの付き合いがあった実業家のJ・ウィラード・マリオットから、ミドルネームで通称として用いているミットは、父であるジョージのいとこでNFL選手であったミルトン・ロムニーの通称から取られている。
父親からの教育で「公に尽くす」ことを旨とする。父はアメリカン・モーターズを再生に導いた実業家でもあったが、自身も若い頃から大きな会社、特にゼネラルモーターズの経営者となることを夢見ていたという。
ミシガン州の男子高校クランブルック・スクールを卒業後スタンフォード大学に進学するが、間も無くフランスに渡り、パリとボルドーで2年間末日聖徒イエス・キリスト教会の宣教師として伝道活動に従事した。この期間にポーで交通事故に逢い、瀕死の重傷を負っている。帰国後ユタ州のブリガムヤング大学を最優等（Summa Cum Laude）で英語の学位を取得して1971年に卒業した。ハーヴァード大学のビジネス・スクール・ロー・スクールのジョイント・プログラムで経営学修士・法務博士号を取得した。ビジネス･スクールでは上位5パーセントの成績優秀者に与えられるベーカー･スカラーを得て、ロー･スクールは優等（Cum Laude）で修了した。
卒業後引く手数多だったロムニーはマサチューセッツに残り、ボストン・コンサルティング・グループでビジネス・コンサルタントとしてのキャリアをスタートした。1978年にベイン&カンパニーに移りモンサント、アウトボードマリン、バーリントン・インダストリー、コーニングといった企業を手がける中で、ヴァイスプレジデントでありながらシニアパートナーらを凌ぐトップ・コンサルタントとなった。
1984年にはPEファンドのベインキャピタル社を共同で設立。当初はベンチャー・キャピタルとして、後にはLBOを駆使するバイアウト・ファンドの草分けとして多くの事業を手がけ、ロムニーがトップであった14年間に年平均IRR113パーセントという驚異的な収益を得るなど、同社を世界有数のファンドに育て上げた。1990年には経営危機に陥っていた古巣ベイン&カンパニーに請われてCEOとして復帰し1年で経営再建に成功した。
1994年には共和党からマサチューセッツ州選挙区の上院議員選挙に立候補した。民主党の有力政治家であったエドワード・ケネディに敗れたもののロムニーは善戦し、結果的にケネディの経験した選挙の中で最も接戦となった。1999年にはスキャンダルの発覚や予算の超過で問題を抱えていた2002年ソルトレイクシティオリンピック組織委員会の会長に就任し大会を成功に導いた。このことはビジネス界の外を超えて全米規模でロムニーの名を認知させることになり、また経営再建のプロとしての名声を決定的なものにした。
この功績が評価されてマサチューセッツ州知事選挙の共和党候補となったロムニーは2002年11月の州知事選挙に勝利した。

### マサチューセッツ州知事時代
州知事に就任すると財政危機に陥っていた州の予算を削減し、財政均衡を実現した。さらに法人税を低率に抑え、カリフォルニア州などからのハイテク関連企業の誘致を推進した。こうした財政・経済政策・手腕への評価は一般的に高い。また教育に関しては2005年9月にマサチューセッツ州内の全児童に100ドルパソコンを無料配布する法案を州議会に提出した。これは近隣のメイン州での成功を手本にしたもので、5400万ドルの予算を掛けている。特筆すべきは2006年の国民皆保険制度の導入で、保険加入を全住民に求める全米では事実上初めての公的制度であり、無保険者は順調に減少するなど成功と見なされ、2010年のオバマ政権による国民皆保険制度導入の重要な伏線となった。しかしこの「実績」はオバマケアに対して批判的な共和党右派の支持獲得の妨げともなっており、後の2012年アメリカ合衆国大統領選挙に向けての党内指名争いでは対立候補からこの点についての批判を浴びることが多い。
1994年の上院選挙で同性愛者の権利を擁護する立場を取っていたが、2003年11月にマサチューセッツ州最高裁判所が同性婚の禁止を違憲とし合法化を促した際には、異議を申し立てこれに反発する姿勢を取った。同性婚を許可する修正案が州議会で審議された当時は、拒否権の行使をにおわせて、議会の多数派を占める民主党との対決姿勢を鮮明にしたが、修正案が大差で可決されたことから拒否権発動は不可能となり、結果的に同性婚を合法化する法案に署名することを余儀なくされた。しかし同性婚反対の立場から、州憲法の修正条項で結婚を男女間のものと規定する代わりに同性愛者に結婚同様の権利を容認するシヴィル・ユニオン法の成立を提唱した。

### 2008年アメリカ合衆国大統領選挙
2007年2月に2008年アメリカ合衆国大統領選挙への出馬を表明した。1994年の上院選挙でレーガン・ブッシュ時代に保守化した共和党を批判した前歴や、同性愛問題・人工妊娠中絶におけるかつてのリベラルな姿勢、マサチューセッツ州に基盤を置いていたことなどから「穏健派」と一般に看做され、末日聖徒イエス・キリスト教会員であることや全国的な知名度の低さもあって党内で影響力の強い保守派の支持獲得が課題となっていた。そこで全米各地の保守派集会で盛んに遊説し、支持層を拡大すべく努力を重ねていった。共和党の指名獲得競争が本格化する中、同性婚問題や中絶問題、さらにネオコンのダン・セノアを上級顧問にして外交問題で強硬な姿勢を明確化して保守派としてのイメージを演出し、徐々に右派へ浸透することに成功した。しかし本来穏健派でありながら、重要な争点で保守的な立場に転じたことには、「風見鶏（Flip-Flop）」との批判が絶えなかった。
なお有力候補とみなされるに従い、保守派などから末日聖徒イエス・キリスト教会員であることに対する信仰面での疑念が指摘されたため、12月にテキサス州で自らの宗教観についての演説を行っている。その中では、カトリック信者で初めて大統領になったジョン・F・ケネディを引き合いに出しながら、「私の（属する）教会だろうと、他の教会だろうと、大統領としての判断に何ら影響を及ぼさないことを約束する」として政教分離を訴えた。
2008年に共和党の予備選挙が始まると、序盤州では敗退したものの、故郷のミシガン州などで勝利して持ちこたえ、最終的にジョン・マケインとの事実上の一騎討ちにまで持ち込んだ。しかし、2月5日に行われた天王山の「スーパー・チューズデー」で大票田でマケインに敗北して撤退を表明し、マケイン支持を表明して挙党一致を呼びかけた。なお経済が不得手とされるマケインの副大統領候補となる可能性が繰り返し報じられたが、実現しなかった。
選挙戦でロムニーを支持した著名人としては、地元であるマサチューセッツ州のウィリアム・ウェルド元州知事、親日家として知られるデニス・ハスタート元下院議長、不法移民政策を共有するサウスカロライナ州選出のジム・デミント上院議員、コロラド州選出のウェイン・アラード上院議員、選挙戦から撤退したトム・タンクレイド、ピート・ホークストラ、ダナ・ローラバッカー、リン・ウェストモーランドの各下院議員、元上院議員のリック・サントラム、政治評論家のアン・コールター、保守派の重鎮であるロバート・ボーク元訟務長官などがいる。

### 2012年アメリカ合衆国大統領選挙
2012年アメリカ合衆国大統領選挙への再出馬が取り沙汰される中、各種世論調査でも高い人気を集めて有力候補の1人として位置付けられていたが、2011年4月には大統領選挙の準備委員会設立を発表し、事実上の出馬表明をした。
2011年夏から共和党の指名獲得レースが本格化し、有力候補が激しく入れ替わる混戦の様相を呈する中でロムニーは相対的に安定した支持率を保ってきた。しかし前回と異なり最有力候補として臨んだ選挙戦では穏健派としての前歴を厳しく問われることが多く、特に共和党が党を挙げてオバマ政権の国民皆保険制度導入を批判する中で、前述のマサチューセッツ州知事時代の州の国民皆保険制度導入の実績が強い批判に晒され、特に党内で影響力を拡大したティーパーティーから猛烈な攻撃を受けた。一方で経済政策などの評価は高く、ウォール街からも全面的な支持を受けており、資金面では他の候補を圧倒している。しかし中国の為替操作国認定を発言する一方で自身が創業したベインキャピタルが自社所有工場を中国に移転させたことなど経済政策との矛盾が大統領選で注目されることもあった。また本選挙でオバマに勝てる候補として中道寄りのロムニーを本命視する向きが強かった。
2012年アメリカ合衆国大統領共和党予備選挙では、緒戦の2012年1月4日のアイオワ州党員集会でリック・サントラムに僅差で敗北したのを始めとして、保守的な州を多く落とすなど苦慮することもあったが、概ね安定して選挙人を獲得していき、3月のスーパー・チューズデーで大票田のオハイオ州など6州で勝利。4月10日に2位のサントラムが選挙戦からの撤退を表明し、次いで5月2日にニュート・ギングリッチも撤退し、非主流の立場で指名獲得は難しいとされるロン・ポール以外の他有力候補が消えた。5月29日のテキサス州での勝利により、指名に必要な代議員数（過半数）を確保した。8月11日には保守派層の人気が高いとされるポール・ライアン下院議員を副大統領候補とすることを発表した。8月30日に共和党の大統領候補への正式指名を受けてこれを受諾し、現職のバラク・オバマ大統領と争ったが、11月6日に執行された本選挙で敗北を認めた。

### 2016年アメリカ合衆国大統領選挙
ロムニー本人は2012年アメリカ合衆国大統領選挙の敗北に落胆し、「勝てる選挙を落とした候補者」としてマイケル・デュカキスのように政界を離れて名誉職に就き、余生を静かに暮らすようになるだろうと想像していたが、実際にはそうはならなかった。2016年アメリカ合衆国大統領共和党予備選挙では、過激な発言で物議を醸している実業家のドナルド・トランプの指名獲得を阻止するために知名度と人気の高いロムニー再登板がオリン・ハッチ上院議員に「一つの手」として語られた。
2016年3月3日に演説上で共和党の指名争いで独走するトランプを「いんちきな詐欺師だ」と批判したが、自身の出馬は否定している。
トランプが過半数の代議員を獲得することを阻止するためにオハイオ州のジョン・ケーシック州知事の集会で応援演説をした。
3月18日にはトランプ指名を阻止するために、テッド・クルーズ上院議員に投票することを表明した。
トランプが共和党の大統領候補への正式指名を勝ち取ると、6月10日にリバタリアン党候補のゲーリー・E・ジョンソンへの支援と投票を検討していると述べた。また、ユタ州の末日聖徒イエス・キリスト教会の独立系候補者エヴァン・マクマリンへの支援の噂も囁かれたが、ロムニー夫妻は一切誰に投票したかは明らかにしなかった。トランプの当選後一転して国務長官の最有力候補として取り沙汰されたが、トランプ側近の右派メンバーの抵抗により、実現はしなかった。

### 2018年アメリカ合衆国上院選挙
ユタ州では2018年中間選挙で共和党の現職上院議員のオリン・ハッチが引退のため不出馬を決めているが、ロムニーは2月16日に後継出馬を表明した。この出馬に際して、かつて激しく対立したトランプ大統領は19日未明にツイッターで支持を表明し、ロムニーは支持に対してツイッターで感謝の意を表明した。党指名候補を選ぶ4月21日の党集会での得票はマイク・ケネディを僅差（49.12パーセント - 50.88パーセント）で下回ったが、60パーセントを獲得した候補がいないため規定により6月26日の予備選挙に決着が持ち越された。予備選挙では71.7パーセントの得票で圧勝し指名獲得。11月6日の本選挙では62.6パーセントの得票で当選し、2019年1月3日に就任宣誓した。

### 上院議員時代
ロムニーはかねてより上院外交委員会への所属を希望しており、ロムニーの上院議員就任と入れ替わりに同委員会所属の共和党議員2名が退任したこともあり、所属することができた。同委員会では近東・南アジア・中央アジア・対テロリズム小委員会委員長を務める。この他に保健・教育・労働・年金委員会、国土安全保障・政府問題委員会、中小企業・企業家委員会の委員を兼ねる。
2020年2月5日に上院でのトランプ大統領弾劾裁判において、共和党から唯一造反し有罪票を投じた。
2023年9月、2024年アメリカ合衆国上院議員選挙には出馬せず事実上政界を引退することが報じられた。ロムニーは、「率直に言って、新しい世代がリーダーとなる時代になった。彼らがこれから生きていく世界を形作る決断を下さなくてはならない」と述べた。また、共和党のドナルド・トランプと民主党のジョー・バイデン双方を批判した。トランプは、これに関して「米国にとって素晴らしいニュースだ」とソーシャルメディアに投稿した。

## 人物

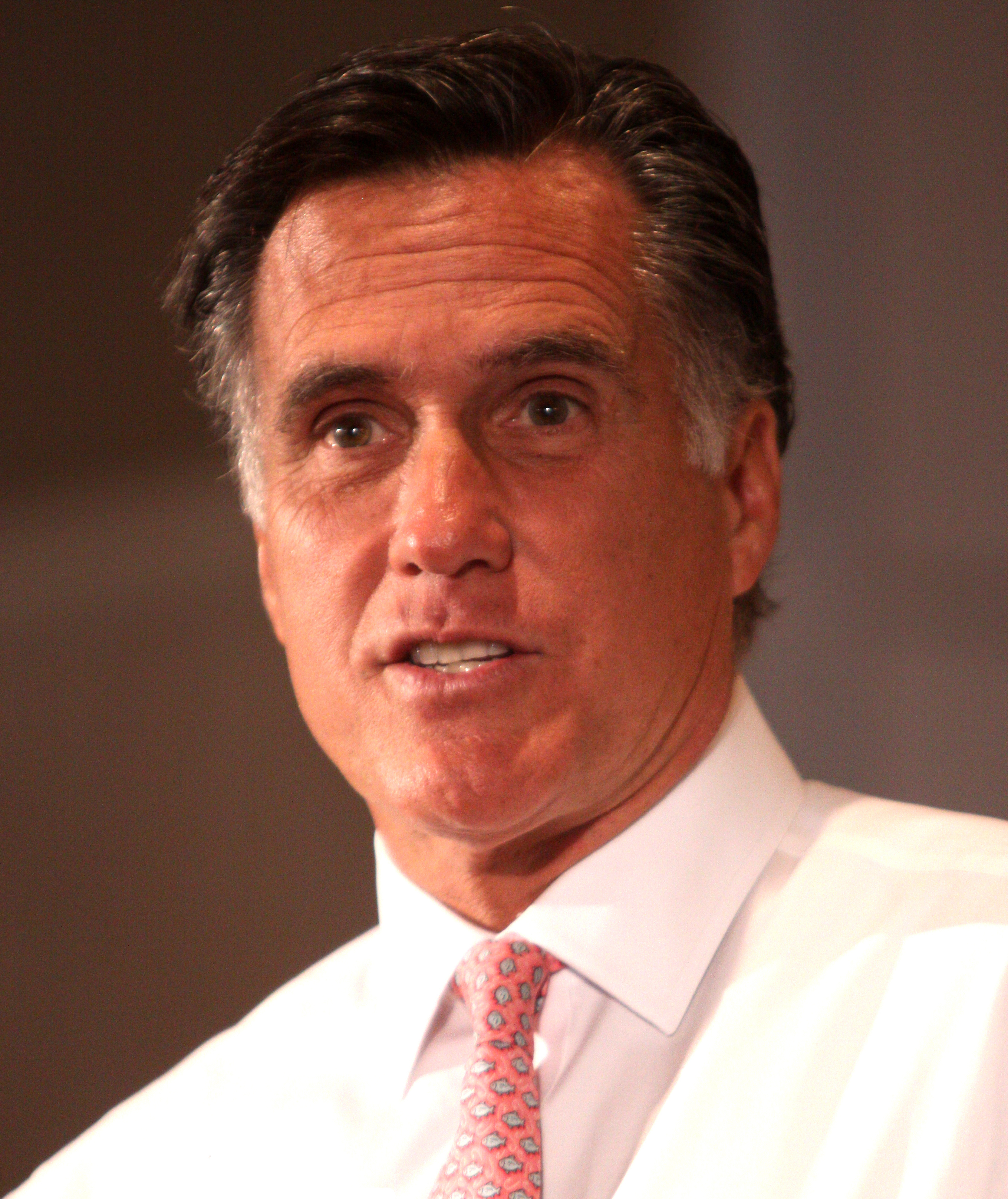
ミット・ロムニー

- 幼馴染のアン夫人との間に5人の息子があり、16人の孫がいる。
- ロムニー家の宗教は代々末日聖徒イエス・キリスト教会であり、本人も敬虔な信者である。
- 「エコノミスト」誌はロムニーの容姿・知性・学歴・華麗なビジネス経歴・リベラルなマサチューセッツ州において共和党の州知事として成功したこと・中西部の強力な政治基盤を父から受け継いでいることなどをして、「恐ろしいほど完璧な大統領候補（a scarily perfect presidential candidate）」と形容したことがある[36]。加えて理想的な家族・酒も煙草もやらない（信仰上の理由でありコーヒーも飲まない）など、およそ欠点らしい欠点が無いともされるが、そのことがかえって戯画化の対象となったり、「普通のアメリカ人」とは異なる印象を与え、政治的な弱点にもなっていると分析されている[37]。更に「末日聖徒イエス・キリスト教会の教徒であること」や[38]失言癖[38]と桁外れの大金持ち[38]であることが揶揄・批判の対象となった。一方で一般的な中高年の白人主婦に寄り添う発言の多かったアン夫人は強い共感を得て、選挙キャンペーンの主役となった[39]。
- 2012年5月10日にアメリカ紙の『ワシントン・ポスト』（電子版）は、大統領選挙の共和党候補となるロムニー前マサチューセッツ州知事が高校時代、同性愛者とみられていた男子生徒をいじめていたと報じた。ロムニーは「覚えていない。」としながらも「自分の行動で傷ついた人がいれば謝りたい。」と述べた。ロムニーは5月9日、同性婚を容認する発言をしたオバマ大統領に対し「結婚とは男女間の関係だ。」と対決姿勢を示したばかり。半世紀近く前の出来事にも関わらず、同性愛をめぐるロムニーの意識を物語るエピソードとしてメディアの関心を集めている。同紙によると、ロムニーはミシガン州の男子高校であるクランブロック・スクールに通っていた1965年に仲間を引き連れ、同性愛者とからかわれていた男子生徒を押さえつけてハサミで髪を切った。生徒は目に涙を浮かべて助けを求めたが、ロムニーは髪を切り続けたという。男子生徒は2004年に亡くなったが、成人してからも、「恐ろしい出来事で忘れられない」と話していたという。ロムニーはアメリカのメディアに「高校時代にはいろいろな悪ふざけをした。行き過ぎたこともあったかもしれない」と弁明したが、同性愛者だからいじめたということは無いはずだと強調した[40]。
- また2012年アメリカ合衆国大統領選挙での活動中においては、特に身内での会合における不用意な失言が度々報道されており、一部は発言の撤回と謝罪に追い込まれている。
  - 支持者を集めての資金集めのパーティにて「47パーセントのアメリカ市民は、連邦所得税を払っていない。」[41]
  - オバマ大統領の支持者について「政府に依存し、自分たちを犠牲者だと思いこんでいる。」[42]
  - 「パレスチナ人は和平実現への関心など全く無い。和平への道筋を描くことはほぼ不可能だ。」[43]
- 2014年にはロムニーの2度の大統領選挙への出馬を描いたドキュメンタリー映画『Mitt』が公開された[44]。